# Steve McCurry
Steve McCurry (* 24. února 1950 Philadelphia, Pensylvánie) je americký dokumentární fotograf v oboru reportáže magazínového typu.

## Život a kariéra
Vystudoval pensylvánskou státní univerzitu umění a architektury, obor kinematografie a historie umění. Po úspěšném dokončení studia pracoval jako fotograf. Po dvou letech opustil stabilní práci a poháněn vrozenou zvědavostí, udělal první zásadní krok své kariéry - odjel jako reportér do Indie.
McCurry se poprvé proslavil, když převlečený za domorodce, překročil pákistánskou hranici do rebely kontrolované části Afghánistánu, krátce před tím než proběhla ruská vojenská invaze. V Afghánistánu fotografoval běžný život lidí na pozadí okolností. V uprchlických táborech se mu podařilo zachytit v roce 1984, mimo jiné, tvář afghánské dívky Šarbat Guly, která přišla o rodiče a její bezejmennost, barva očí a především zvláštní výraz vzdorovitosti McCurryho proslavil po celém světě. Používal legendární barevný inverzní film Kodachrome.
Uznání od odborníků však dosáhl již po návratu z Afghánistánu, kdy přešel hranice zpět s exponovanými filmy ukrytými v oblečení. Jeho fotografie se tak staly jedny z prvních, které byly otisknuty a mohly vypovídat o událostech v této válkou zmítané zemi. Celkem pochopitelně mu za tuto práci byla udělena cena zlaté medaile Roberta Capy za nejlepší zahraniční fotoreportáž, a ocenění a uznání za jeho výjimečnou odvahu a důvtip.
Ne vždy se mu však dařilo. Během svých cest se dostal velice blízko smrti. V Pákistánu byl uvězněn, ve Slovinsku se málem utopil při havárii letadla, v Indii nábožensky zfanatizovaný dav McCurryho zmlátil a málem utopil, nebo byl málem zabit sektou Mudžahedínů. Dvakrát byl během své kariéry prohlášen za mrtvého.
Při své dvacetileté praxi navštívil a zdokumentoval události v mnoha zemích postižených konflikty, jak mezinárodními, tak občanskými. Jako byla válka mezi Íránem a Irákem v osmdesátých letech, v Kambodži, Bejrútu, na Filipínách. Dokumentoval rozpad Jugoslávie, válku v Perském zálivu a opakovaně se vrátil do Afghánistánu.
Pomyslným uzavřením kruhu bylo hledání bezejmenné „Afghánské dívky“ z počátků jeho kariéry. Fotografie byla mezi tím mnohokrát prezentována v časopisech jako National Geographic Magazin, použita do kalendářů a na plakáty. Stala se nejznámější fotografií dnešní doby. Bezpochyby zvědavost vyprovokovala NGM k pátrací výpravě, jejímž cílem bylo znovunalezení Afghánské dívky. McCurry samozřejmě nemohl chybět. Tato již o sedmnáct let starší žena byla nalezena a její fotografie byla, spolu s jejím příběhem, otisknuta opět v National Geographic. Díky jejímu nalezení dnes již známe její jméno, Šarbat Gula.
McCurryho barevnost fotografií se postupně stala jeho rozpoznávacím znakem. Nejedna z jeho nezapomenutelných fotografií se stala symbolem. Jeho práce otiskly ve všech nejslavnějších magazínech světa, ale nejvíce publikuje v NGM. Svůj "styl" uplatňuje také v reklamní fotografii.
Při zpětném ohodnocení vlastních zážitků McCurry přiznává, že teprve odjezd do Indie v něm otevřel nejcennější vlastnost. "Umět se dívat na život a umět si počkat na život". Svými fotografiemi citlivě dokumentuje lidské osudy na pozadí okolností, na pozadí válek. Uchvacuje ho smysl krásy a celém světě a v každém z nás. Má fantastickou schopnost zachytit lidskost a zkušenosti dokreslující tváře lidí, které fotografuje, bez ohledu na hranice jazyků a kultur.
Přes to všechno se nereprezentuje jako válečný fotograf. Svými pracemi se zaměřuje na lidi žijící v realitě válek.
Poukazuje na její dopady v krajině a na to jak se otiskuje v tvářích lidí, kteří ji prožívají. Navštívil Bombay, Barmu, Srí Lanku, zdokumentoval padesáté výročí nezávislosti Indie a konflikt v Kašmíru. Jeho fotografická štěstěna mu umožnila návrat domů z prodloužené cesty po Číně dne 10. září 2001 a díky tomu být o den později přímým svědkem útoku na WTC v New Yorku. Fotografie dokumentující následné události kolem trosek budov a okolí opět nezaměnitelným způsobem předvádí hrdinství a ušlechtilost obyvatel postiženého města.
Přestože se proslavil fotografiemi lidí, říká že portréty nejsou jeho hlavním objektem zájmu. Vždy je v jeho pracích patrna přítomnost hlubokého příběhu, který vypráví prostřednictvím tváře, prostředí nebo krajiny. Pracuje jak s digitální, tak filmovou fotografií. Jak sám přiznává, nejlépe se mu pracuje s diapozitivem.
Steve McCurry v roce 2001 vystavoval na mezinárodní umělecké výstavě pořádané agenturou Leo Burnett spolu s italským malířem Umberto Pettinicchim, v Lausanne ve Švýcarsku.

## Ocenění
V New Yorku, kde žije, pořádá kurzy pro fotografy, kteří mají zájem projít školením zkušeného fotografa.
Za svou práci získal mnoho ocenění. V roce 1984 byl asociací fotografů oceněn fotografem roku. Ve stejném roce získal první ceny ve World Press Photo. V roce 1986 se stal členem Magnum Photos, a časopisem Live Magazin byl zvolen za vítěze v soutěži World Photo v roce 1998. Je držitelem mnoha vysokých novinářských ocenění pro fotografy, zahrnující dvě přijatá ocenění Oliver Rebbot Memorial.
2011 – Prix Leica Hall of Fame

## Publikace
Během své kariéry vydal několik fotografických publikací se svými fotografiemi.
- 1985 The memorial Way
- 1988 Monsoon
- 1999 Portraits (souhrnná kniha jeho portrétů)
- 2000 South SouthEast
- 2002 Sanctuary-Temples of Angkor
- 2003 The Path To Budha: A Tibetan Pilgrimate
- 2005 Steve McCurry
- 2006 Looking East a 55 Series
- 2017 Afghanistan, Taschen, ISBN 978-3-8365-6936-1